# サルミゼゲトゥサ

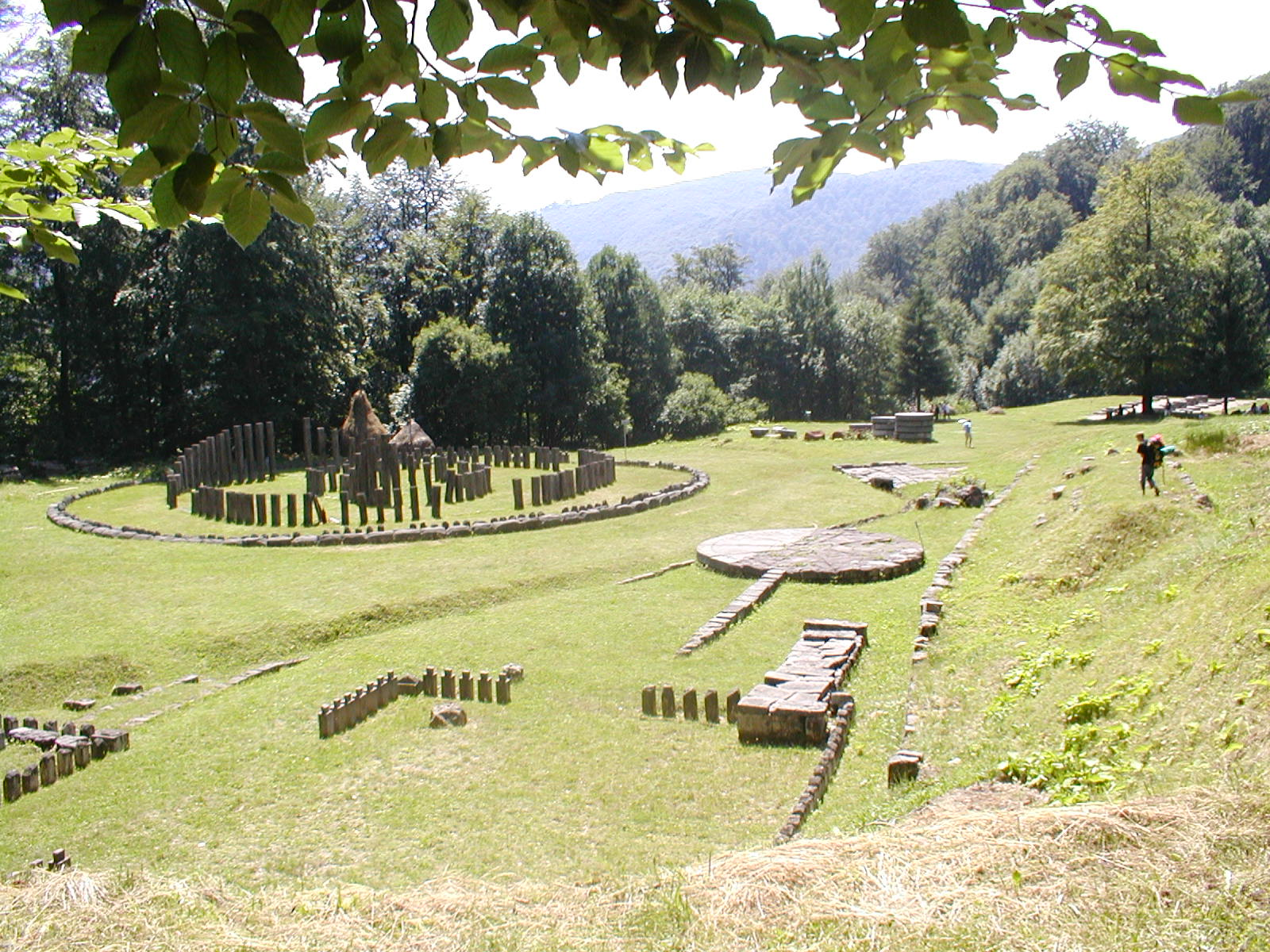
サルミゼゲトゥサ内の要塞に設置された神殿跡地

サルミゼゲトゥサ遺跡のマップ

サルミゼゲトゥサ（ラテン語: Sarmizegetusa）は、古代ダキア人による軍事・宗教・政治上の最も重要な古代都市である。1200メートルの高地に建設され、狭隘なオラシュチエ山脈の立地を生かした6箇所の要塞群の一つでもあり（なお、サルミゼゲトゥサ以外はブリダル、ピアトラ・ロシエ、コステシュティ、カプルナ、バニツァ）、戦術的な防衛システムが設置されていた。サルミセゲトゥサ（Sarmisegetusa、Sarmisegethusa）, サルミセゲトゥザ（Sarmisegethuza）、ザルミゼゲトウサ（ギリシア語: Ζαρμιζεγεθούσα、アルファベット表記：Zarmizegethousa）、ゼルミゼゲトオウセ（ギリシア語: Ζερμιζεγεθούση、アルファベット表記：Zermizegethouse)などとも呼ばれる。

## 概要
ムルス・ダキクスと呼ばれる石によって形作られた四角形の要塞は約30,000平方メートルの領域の中に5つの台地が構築され、サルミゼゲトゥサにはダキア人の聖所となる有名な「Circular Calendar Sanctuary」も設置されていた。
一般のダキア人は砦の周辺の山麓部分へ居住していた。上流階級のダキア人の居住地区には陶器製の水道管による水道網が整備されていた。遺跡から発掘された考古学的な証拠から、ダキア人の社会は高度の生活水準を有していたことが示されている。
サルミゼゲトゥサは初めてダキアを統一したブレビスタによって建設された。
101年よりローマ帝国皇帝トラヤヌス率いるローマ軍とダキア王デケバルスのダキア軍との間でダキア戦争が始まった。第2次の侵攻（106年）でサルミゼゲトゥサは陥落して、ダキア全土がローマ帝国の属州となった。サルミゼゲトゥサには旧都から約40キロ離れた場所に新たに植民市コロニア・ウルピア・トライアナ・アウグスタ・ダキカ・サルミゼゲトゥサ（ラテン語: Colonia Ulpia Traiana Augusta Dacica Sarmizegetusa）が建設され、ローマ軍団が駐屯した。 
サルミゼゲトゥサを含む6つの要塞群は「オラシュチエ山脈のダキア人の要塞群」として国際連合教育科学文化機関（UNESCO）によって1999年に文化遺産として世界遺産へ登録された。

## ギャラリー

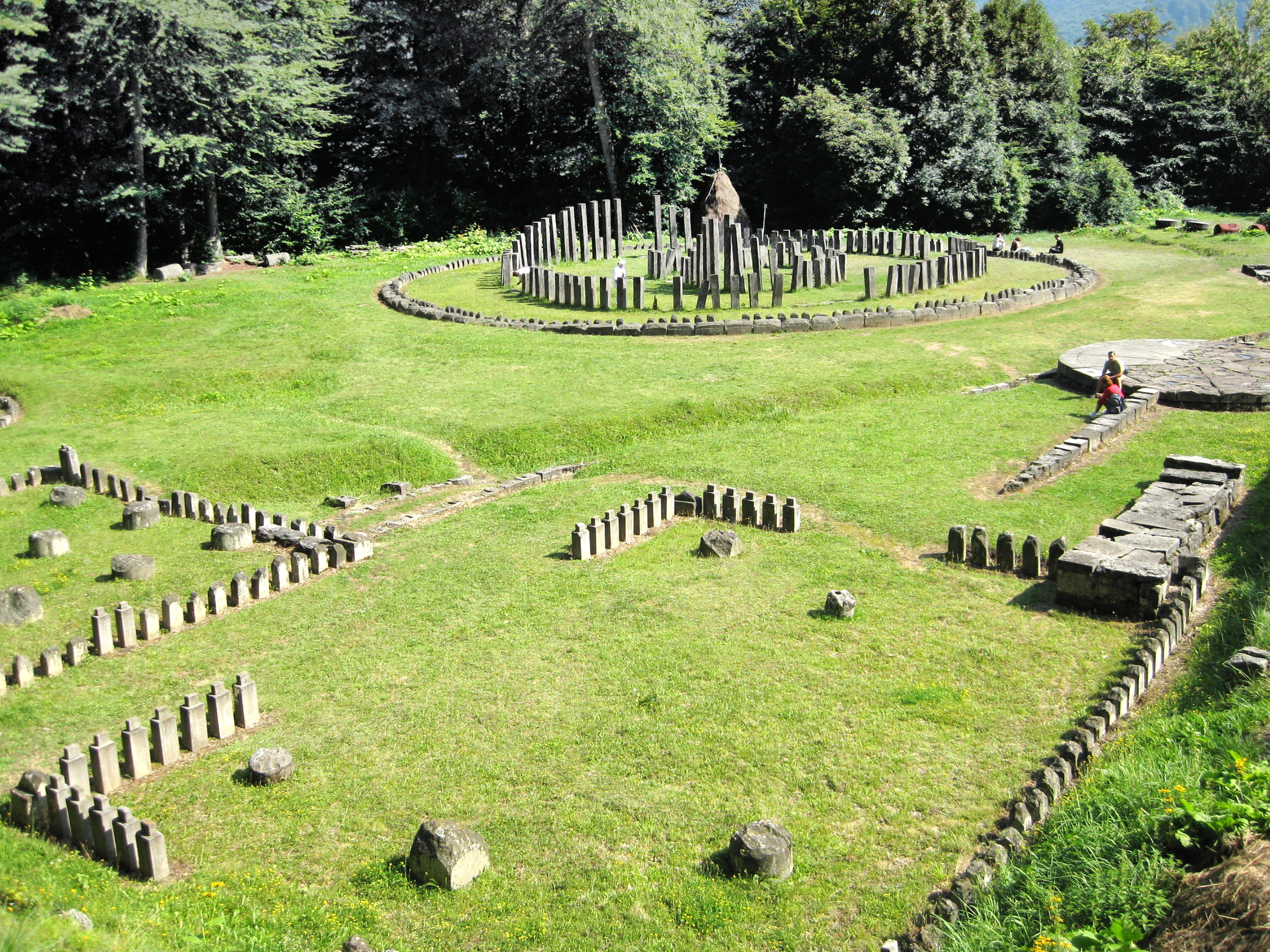
ダキア人の聖所
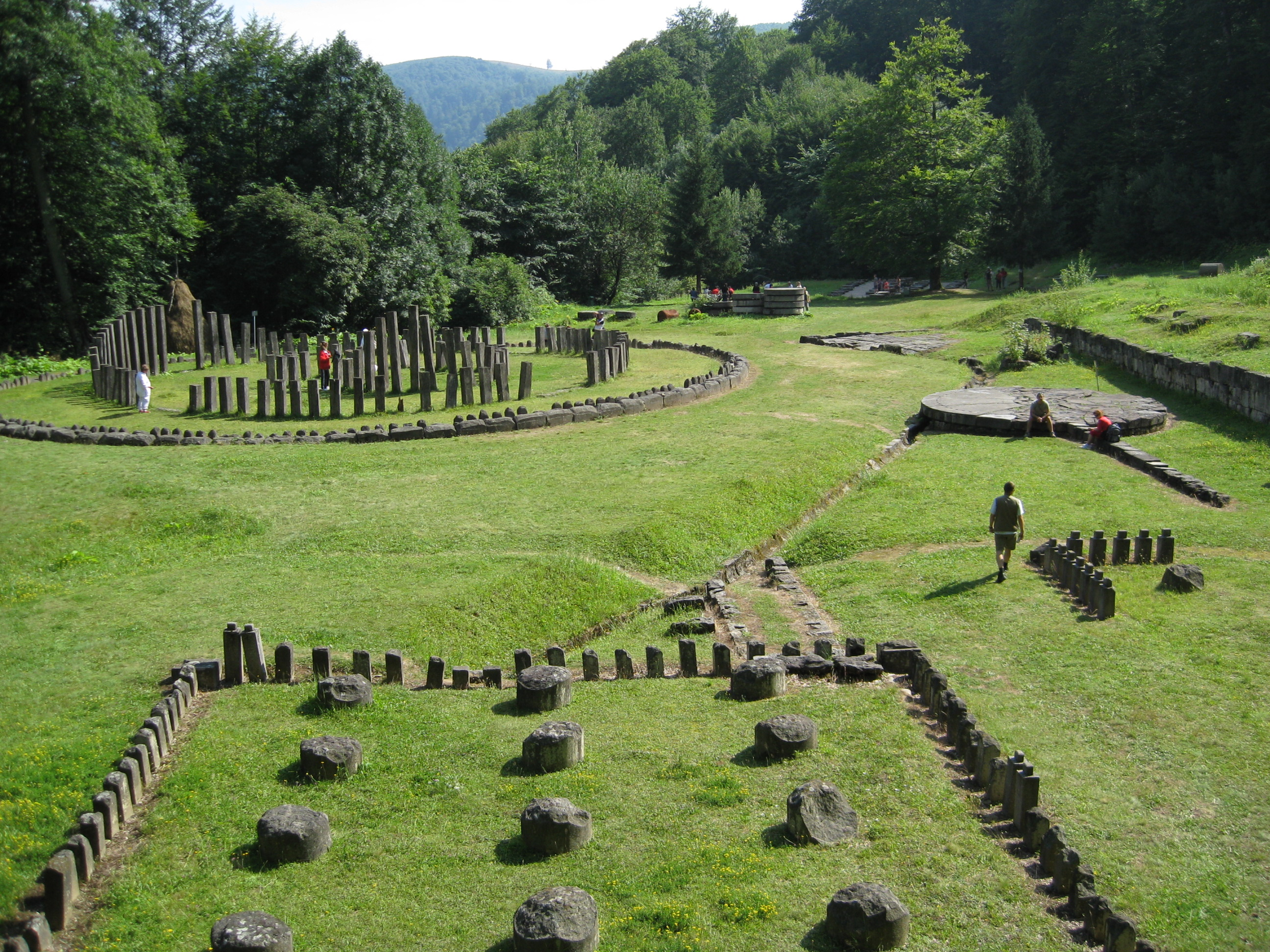
安山岩による聖所
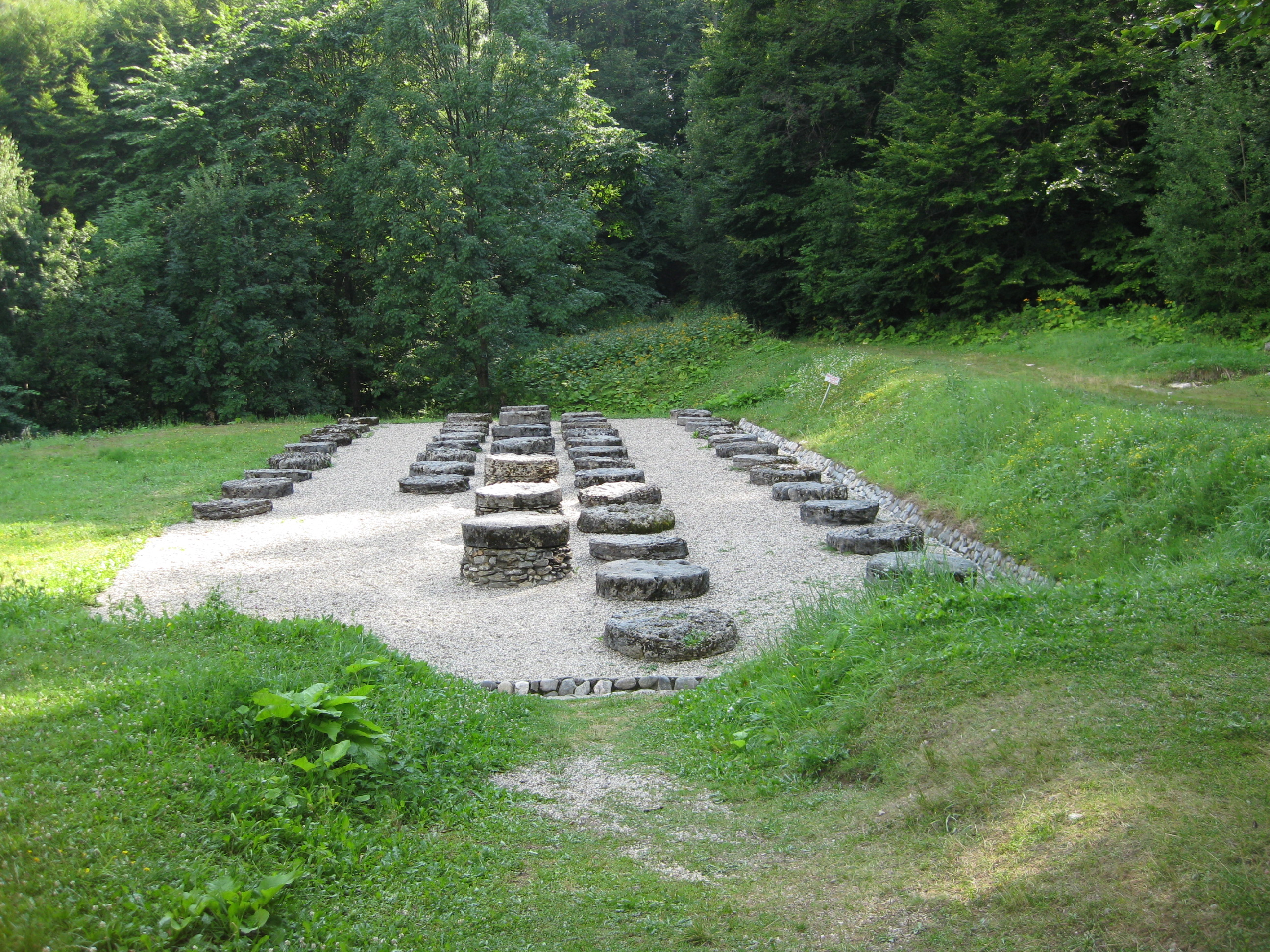
巨大な石灰岩による聖所
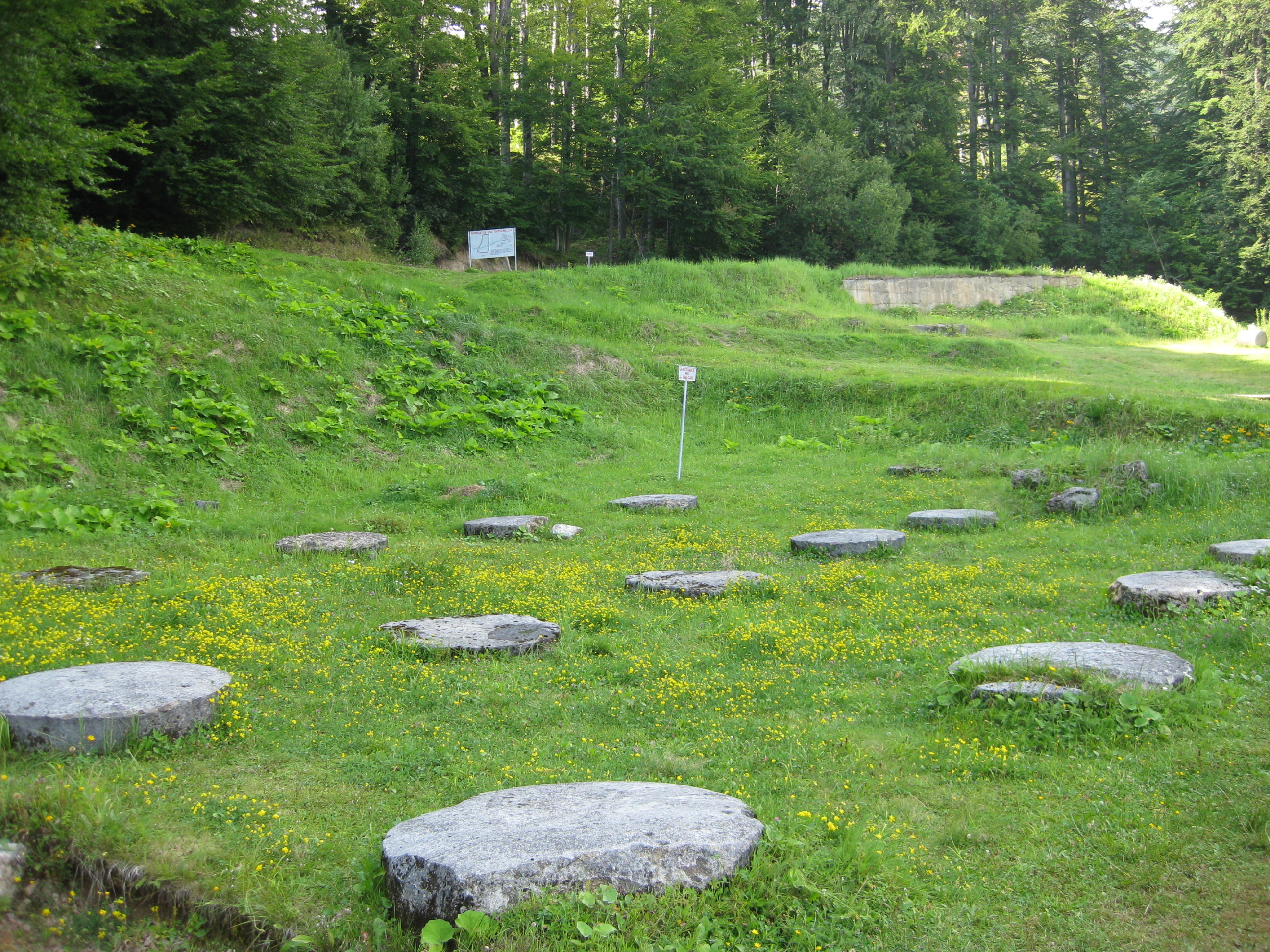
小さな石灰岩による聖所
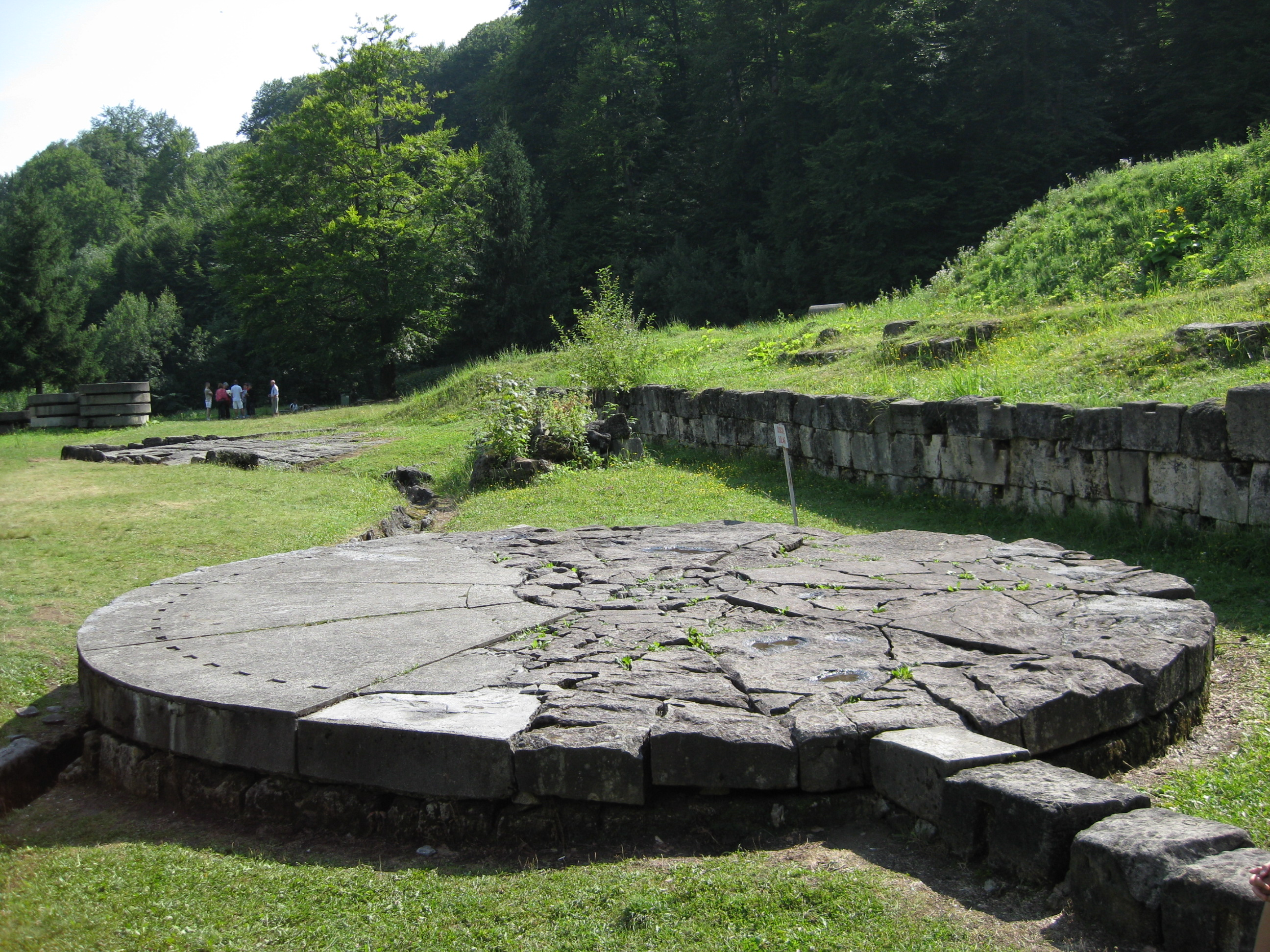
太陽の円盤
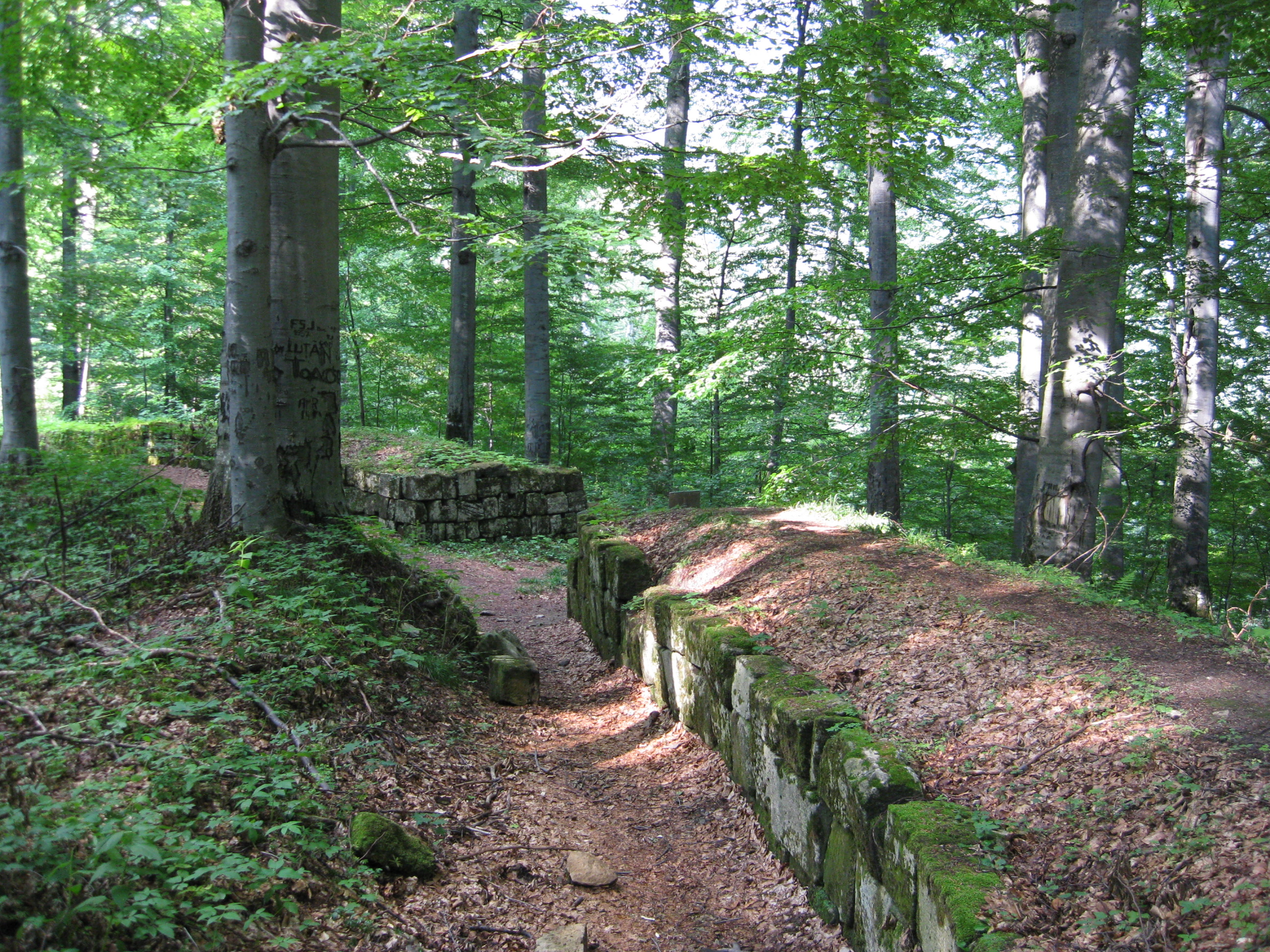
ムルス・ダキクス
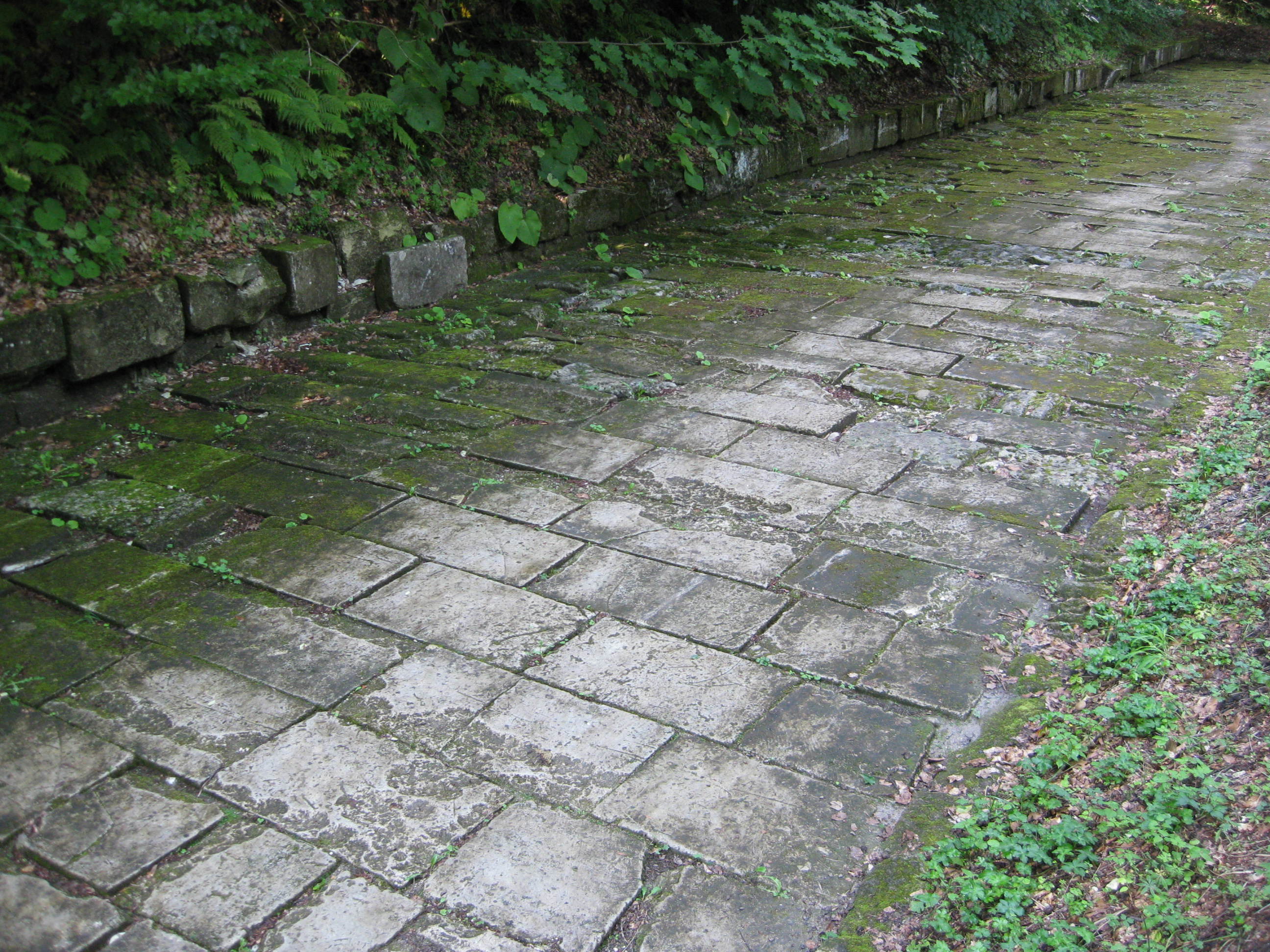
舗装されたダキアの街道